# 先锋测试飞行器三号
先锋测试飞行器三号（也称为TV-3）是继苏联成功发射人造卫星1号和人造卫星2号之后，美国首次尝试将卫星送入环绕地球轨道的任务。先锋测试飞行器三号是一颗小型卫星，旨在测试三级先锋号的发射能力并研究环境对地球轨道上的卫星及其系统的影响。它还可用于通过轨道分析获得大地测量结果。
先锋测试飞行器三号上的太阳能电池由贝尔实验室制造。
1957年12月6日在卡纳维拉尔角空军基地发射但火箭坠毁同时先锋 1A卫星被抛出，降落在不远处的地面上，其发射器仍在发出信标信号。然而，卫星已损坏，无法重复使用。其现在陈列于史密森学会的国家航空航天博物馆。 
事故的确切原因尚未确定，但似乎是燃油系统出现故障。其他同型号发动机也进行了改装，均未出现故障。

## 卫星建设项目

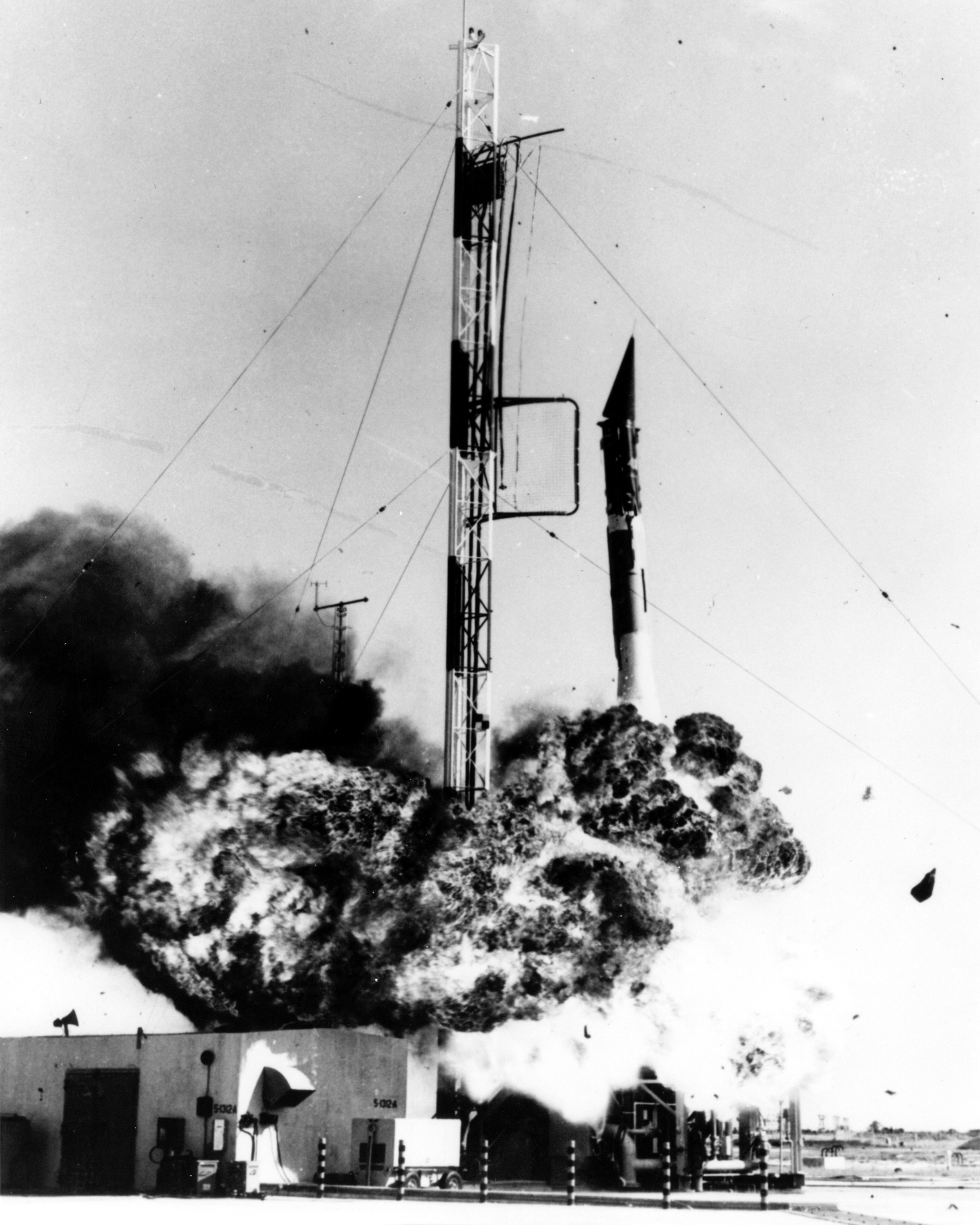
先锋火箭在发射时发生爆炸。

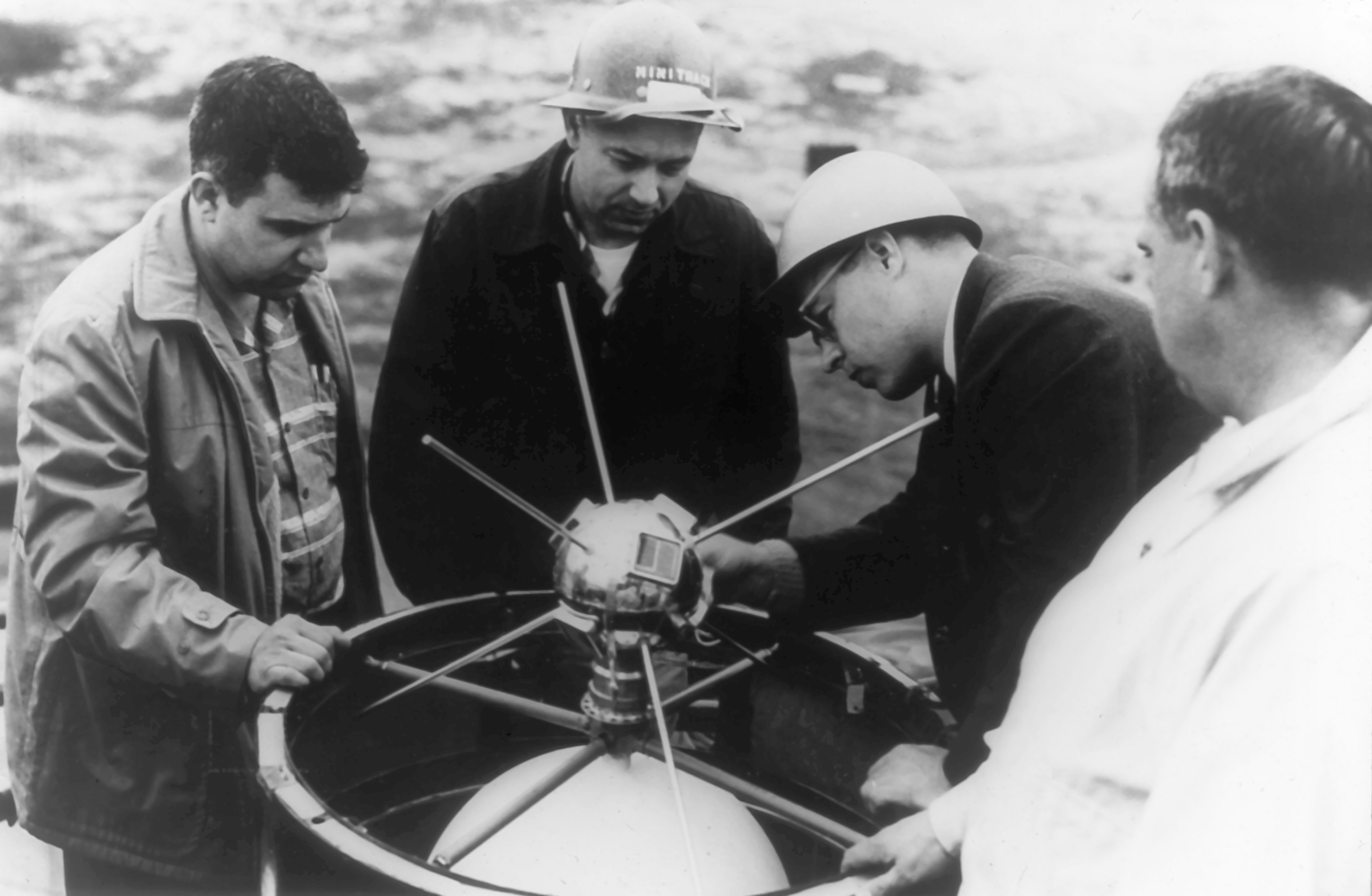
海军研究实验室（NRL）工程师将Vanguard 1放置在运载火箭第三级的顶部。此处所示（从左到右为 Roger L. Easton、Sandy J. Smith、Robert C. Bauman 和 Joseph B. Schwartz。 （鲍曼和施瓦茨随先锋项目转移到美国宇航局）。 1958 年 3 月 17 日，先锋 1 号开始了其历史性的太空之旅（美国海军照片）。

先锋测试飞行器三号项目的历史可以追溯到国际地球物理年(IGY)。这是一项充满热情的国际事业，它使全球科学家联合起来进行地球物理研究。 IGY保证通过科学观察获得的信息能够自由交换，这为未来带来了许多重要的发现。 使卫星绕地运行成为IGY的主要目标之一。早在1955年7月，德怀特·D·艾森豪威尔总统就通过他的新闻秘书宣布，美国将发射“小型无人绕地球卫星，作为美国参与 IGY 的一部分”  1955年9月9日，美国国防部（US DoD）写信给海军部长，授权继续执行任务。作为该计划的一部分，美国海军被赋予发射先锋卫星的任务。先锋计划正式启动。 

## 宇宙飞船

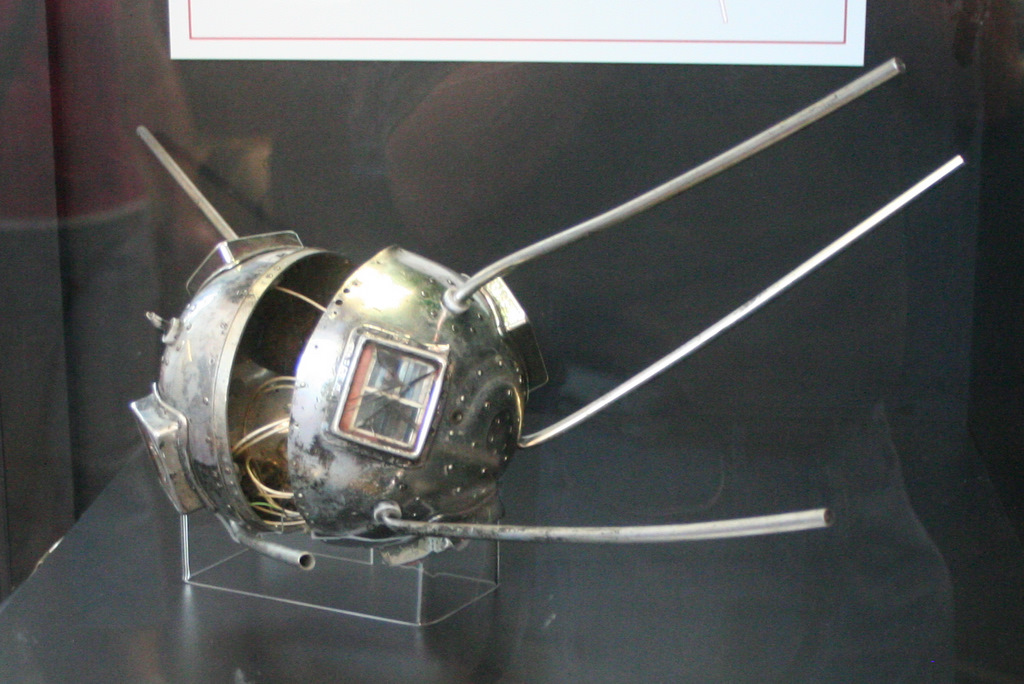
2009 年，国家航空航天博物馆展出的先锋 1A 卫星。

TV-3的有效载荷与后来的先锋 1非常相似。其是一个小铝球， 16.3 cm（6.4英寸）直径和质量1.5（3.3磅）。它携带两个发射器：一个由汞电池供电的10 mW、10MHz发射器，以及一个由安装在航天器主体上的六个太阳能电池供电的5mW、108.03MHz发射器。该卫星使用安装在其机身上的六个小型天线，主要传输工程和遥测数据，但发射机也用于确定卫星和地面站之间的总电子含量。卫星设计中的其他仪器包括两个热敏电阻，用于测量卫星的内部温度，以跟踪其热保护的有效性。尽管卫星在坠机事件中受损，无法再使用，但事故发生后仍在继续传输。

## 运载火箭
先锋测试飞行器三号采用三级先锋号设计，旨在将卫星送入地球轨道。为了减少阻力，火箭上去掉了尾翼，同时将发射发动机安装在万向节中，使其能够枢转并引导推力进行转向。火箭的第二级和第三级也装有万向节。 

## 发射
1957年12月6日格林尼治标准时间16:44:35火箭在佛罗里达州卡纳维拉尔角的大西洋导弹靶场发射时，助推器点燃并开始上升，但升空后约2秒，上升约一米后，火箭失去推力并开始下坠回到发射台。当它落在发射台上时，燃料箱破裂并爆炸，摧毁了火箭并严重损坏了发射台。

## 失败原因
由于早期阶段遥测仪器有限，无法确定事故的确切原因 ，但马丁·玛丽埃塔推断结论是，启动过程中油箱压力较低，导致燃烧室中的一些燃烧燃料泄漏到在从涡轮泵获得全推进剂压力之前，燃油系统通过喷油器头。另一方面，通用电气则认为问题在于燃油连接松动。事后看来，第一个问题似乎导致了第二个问题发生。最终调查得出的结论是，油箱和燃油系统压力略低于标称压力，导致喷油器头压力不足。结果，热燃烧气体回流到喷射器头中并引起大的压力峰值。喷射器环完全烧穿，随后燃烧室破裂。在 T+1秒，助推器推力部分的冲击波使燃油供给管破裂，发动机推力完全终止。 GE技术人员在测试过程中未能发现这一设计缺陷，并通过增加油箱压力进行了临时修复。最终，通过使用乙烷气体进行了进一步的修改，以增加燃料动力并防止突然启动瞬态。  X-405发动机在随后的发射和静态点火测试中没有再次出现故障。

## 外界反应
发射失败后，该项目的主承包商马丁公司的股票被纽约证券交易所暂停交易。
美国报纸发表了著名的头条新闻和文章，描述了俄罗斯卫星苏联卫星计划名称的失败，例如“Flopnik”、 “Kaputnik”、“Oopsnik”、“Dudnick”和“Stayputnik”。 国际媒体报道称，这次失败对美国来说是一种耻辱性的声誉损失，而美国向世界展示了自己作为科学技术领导者的地位。美国在冷战时期的对手苏联利用了这场灾难。  事件发生几天后，一名苏联驻联合国代表询问美国是否有兴趣接受专门用于“不发达国家”的援助。 
几周后的1958年2月1日，并行项目探险者1号圆满成功。